# Erik Josef Ericsson
Erik Josef Ericsson, född 25 juni 1877 i Skedevi socken, Östergötland, död 21 april 1960 i Linköpings församling,  var en svensk politiker (socialdemokrat).
Ericsson var kommunalkamrer i Risinge socken, ordförande i styrelsen för Finspångs vattenverk, vice ordförande i Östergötlands läns landsting och dess förvaltningsutskott, landstingsman från 1911, riksdagsledamot i andra kammaren för 1914–1919, samt ordförande i Östergötlands läns sjukvårdsnämnd.